# Жиров, Михаил Степанович
Михаил Степанович Жиров (1898—1977) — советский архитектор и художник XX века. Его самый известный проект — Театр имени Моссовета в Москве.

## Биография

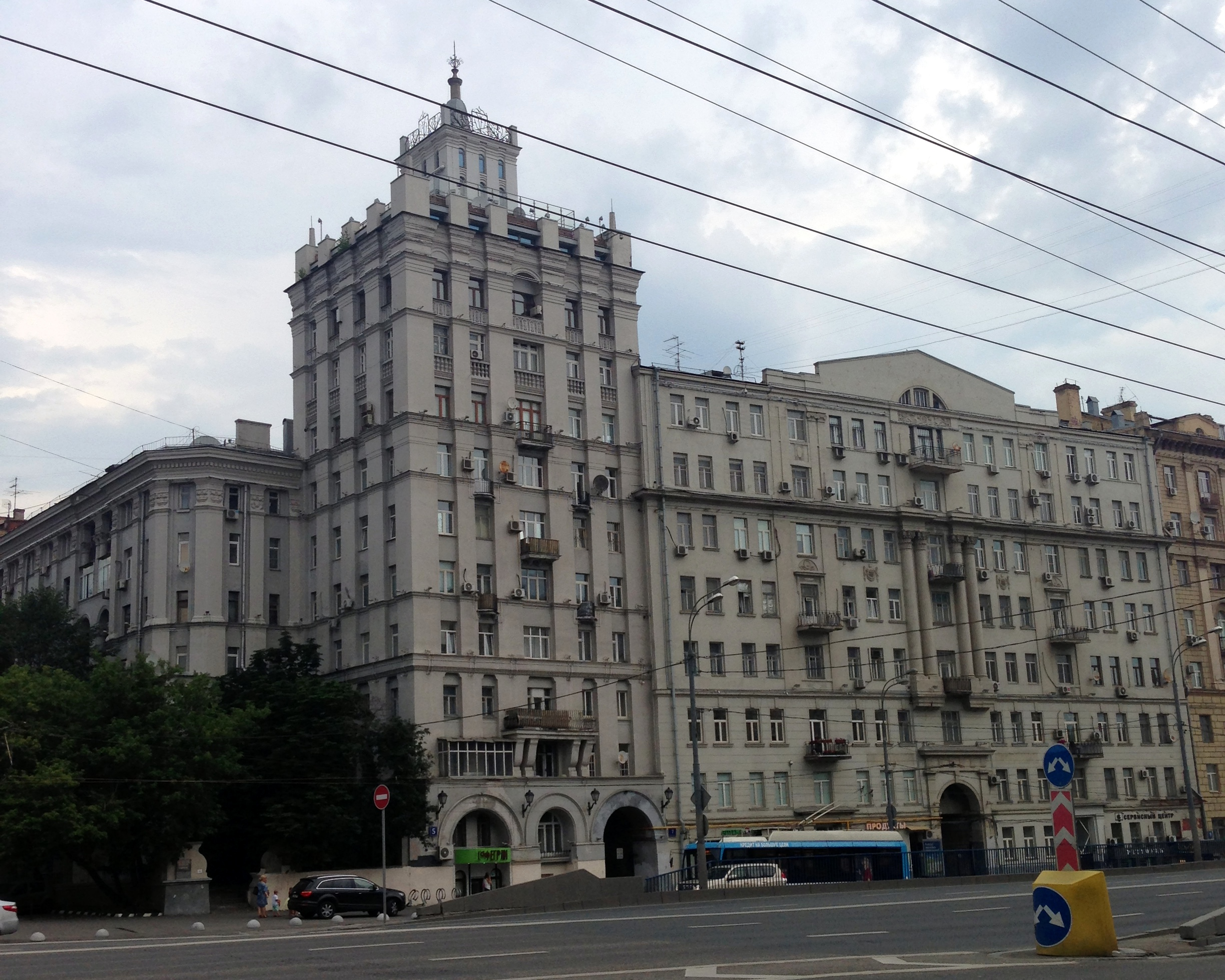
Угловая башня и корпус левее неё - жилой дом в Москве на Садовой-Самотёчной улице, 5. Боковой корпус примыкал к участку недостроенного в 1950-е годы театра, позже законченного как театр Образцова. Правее башни - дореволюционный доходный дом.

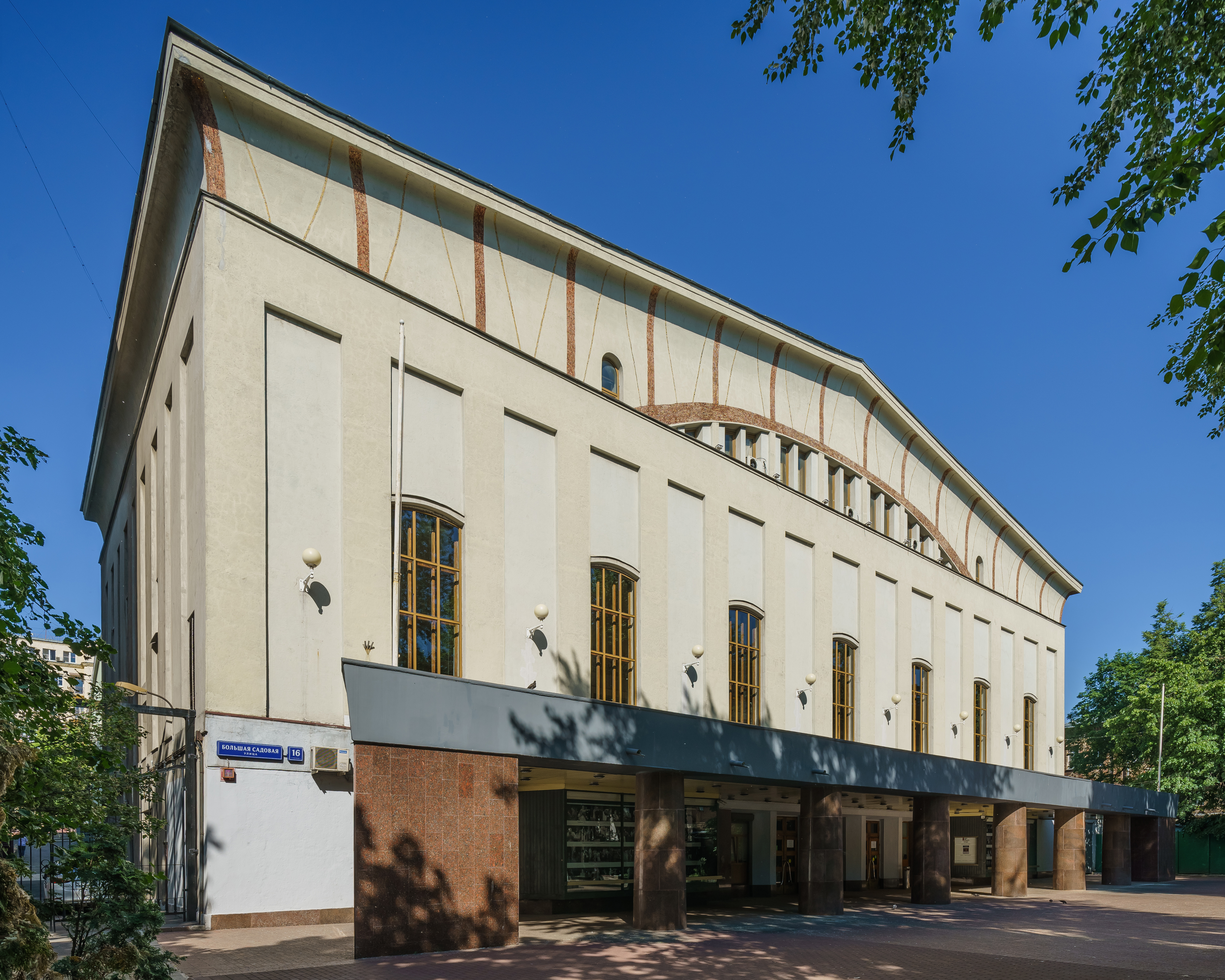
Театр им. Моссовета в Москве

В 1927 году будучи студентом ВХУТЕИН разработал проект «Магазин-банк-гостиница», а также театра в Ереване. В годы учёбы входил в группу ОСА под руководством А. Веснина. В дипломном проекте 1929 года предложил детально проработанный проект децентрализации Москвы на примере генерального плана Парка культуры и отдыха. Окончил ВХУТЕИН в 1929 году. 
В 1930 году Жиров вместе с другими архитекторами ОСА (М. Синявский, Л. Комарова, Н. Красильников, Ф. Яловкин) разработал конкурсный проект «города-коммуны» Автостроя (город при Нижегородском автозаводе).
В 1931 году архитектор совместно с А. Максимовым создаёт конкурсный проект Пединститута в республике немцев Поволжья, вместе с С. Манусевичем — проект Механико-машиностроительного института в Нижнем Новгороде, вместе с А. Урбан и А. Крыжиной участвует в первом заказном конкурсе на здание Военной академии им. М. В. Фрунзе, в составе бригады САСС (Л. Богданов, М. Жиров, А. Максимов, В. Таушканов) в рамках конкурсного проекта участвует в разработке проекта Синтетического театра в Свердловске. В 1932 году вместе с Л. Залесской участвовал в конкурсе на здание Дальневосточного рыбного института во Владивостоке. В середине 30-х годов создал проект архитектурного оформления нового Закрестовского путепровода через пути Октябрьской железной дороги, строительство которого должно было начаться в 1935 году. В 1943 году участвовал в выставке живописи и рисунка архитекторов.
В 1953 году Жиров построил жилой дом в Москве, на Садовой-Самотёчной ул., д. 5. Дом неординарен по архитектуре, выполнен под влиянием высотных зданий Москвы. В нижней двухэтажной части угловой башни — три арочных проёма, из которых правый — проездной. Над средним проёмом тяжеловесный балкон с лепниной на консолях. Здание венчает прямоугольная в плане башенка с завершающей ажурной решёткой.
В 1954—1959 годах с коллективом архитекторов (Р. Закарьян, 3. Государева, В. Перлин, инженер Б. Щепетон) построил Театр имени Моссовета.
Жил в Москве по адресу: Ленинградский проспект, 75Б. Член КПСС с 1956 года. Умер в 1977 году.